# 107-я стрелковая дивизия (1-го формирования)
107-я стрелковая дивизия — воинское соединение Красной армии, сформированное на территории Алтайского края в 1939 году. 26 сентября 1941 года преобразована в 5-ю гвардейскую стрелковую дивизию.

## История

### Формирование
Развернута на базе 131-го стрелкового полка 78-й стрелковой дивизии тройного развертывания в качестве "тройчатки" в сентябре 1939 года в Барнауле, Алтайский край, и сформирована как 107-я стрелковая дивизия, штатной численностью в 5850 человек. 
Один из её полков до начала войны был объявлен лучшим полком Красной Армии. С апреля 1941 года содержалась по штатам № 04/120.
В мае 1941 получила около 6000 чел. приписного состава. Весной 1941 г. 188-й сапб дивизии отправлен в Прибалтику на строительство укреплений.
На начало войны входила в состав 53-го стрелкового корпуса, 24-й армии РГК.
Дислоцировалась в городах Барнаул, Бийск, Рубцовск и на станции Поспелиха.

### Боевой путь
24 июня 1941 года дивизия убыла на фронт под Дорогобуж Смоленской области. Приняла участие в Смоленском сражении. В течение августа дивизия вела наступление на Ельню.
С 15.07.1941 по 22.04.1944 и с 28.05.1944 по 09.05.1945
- 29.06.1941 отправлена на фронт в составе 53-го ск 24-я армия, Резервный фронт
- 24 июня 1941 года дивизия выехала на фронт под Дорогобуж Смоленской области.
- В июле 1941 года прибыла в район Дорогобужа, отдельные подразделения выгружались в районе Гжатска, Можайска.
- 19.07.1941 принимает первый бой в Смоленском сражении. В течение августа дивизия вела наступление на Ельню.
- В июле-августе 1941 года участвовала в контрударах Резервного фронта и освобождала г. Ельня.
- Утром 8 августа перешла в наступление 107-я стрелковая дивизия полковника Миронова, только что прибывшая из Сибири. Дивизия смогла продвинуться вперёд лишь на семь-девять километров. Противник бросил против сибиряков танки и артиллерию. То и дело в воздухе появлялись штурмовики. На пути 107-й дивизии встал и полк «Фюрер» под командованием Кеплера из отборной дивизии СС «Рейх»[1].
- 30.08.1941 усилена стрелковым полком из состава 127-й сд и 102-й тд.
- 08.08.1941 — 06.09.1941 в боях потеряла 4200 чел. убитыми и раненными.
- 18.09.1941 на ст. Павлиново и Спас-Деменск погружена в эшелоны и отправлена в район Вышнего Волочка в резерв ВГК.

Дивизия особо отличилась в боях под Ельней, где ей в числе первых присвоили звание «Гвардейская». 26.09.1941 за мужество, отвагу и героизм личного состава проявленные в боях была преобразована в 5-ю гвардейскую стрелковую дивизию.

## Состав
- 586-й стрелковый полк (г. Бийск)
  - Командир — полковник Некрасов, Иван Михайлович
- 630-й стрелковый полк (г. Барнаул)
  - Командир — подполковник Муратов, Василий Дмитриевич
- 765-й стрелковый полк (г. Рубцовск)
  - Командир — подполковник Батраков, Матвей Степанович
- 347-й артиллерийский полк
  - командир майор Лабзин, Пётр Иосифович
- 508-й гаубичный артиллерийский полк
  - командир майор Тумаш, Александр Михайлович
- 203 отдельный истребительно-противотанковый дивизион,
- 288 отдельный зенитный артиллерийский дивизион,
- 160 разведывательный батальон,
  - командир капитан Баклаков Василий Ильич
- 188 сапёрный батальон,
- 167 отдельный батальон связи,
- 136 медико-санитарный батальон,
- 144 отдельная рота химзащиты,
- 147 автотранспортный батальон,
- 155 полевой автохлебозавод,
- 163 дивизионный ветеринарный лазарет,
- 486 полевая почтовая станция,
- 243 полевая касса Госбанка.

Боевой период
15 июля 1941 — 26 сентября 1941

## Командование
Командиры
- полковник П. В. Миронов

Начальники штаба:
- майор И. В. Лисин,
- подполковник А. Г. Маслов (август 1939  — декабрь 1940)

Заместители командира по политической части 
- полковой комиссар В. Д. Столяров

## Память
Дивизия упомянута на плите мемориального комплекса «Воинам-сибирякам», Ленино-Снегирёвский военно-исторический музей.

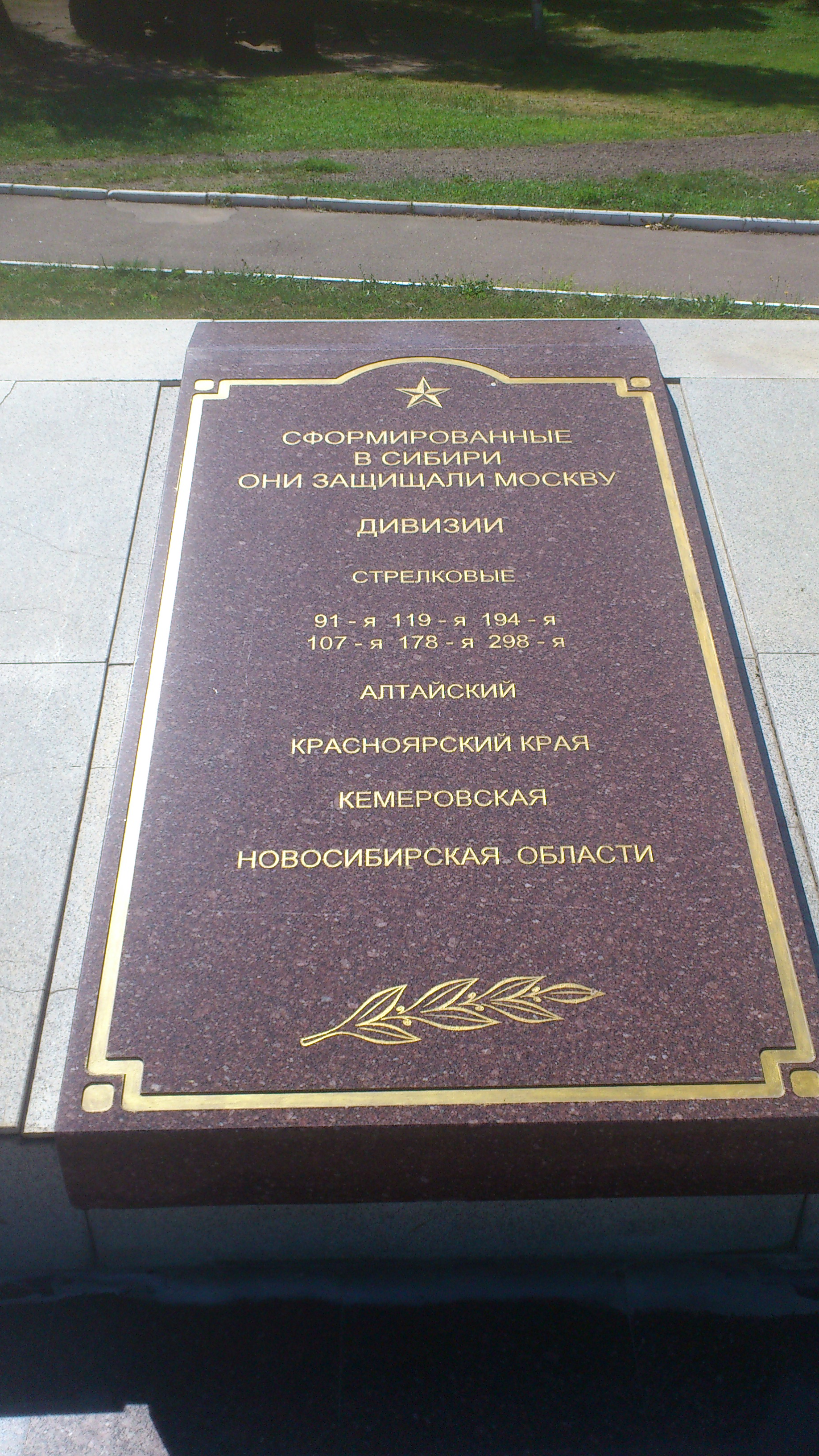
«Сформированные в Сибири, они защищали Москву» — на плите мемориального комплекса «Воинам-сибирякам».
Мемориальный комплекс «Воинам-сибирякам», Ленино-Снегирёвский военно-исторический музей.
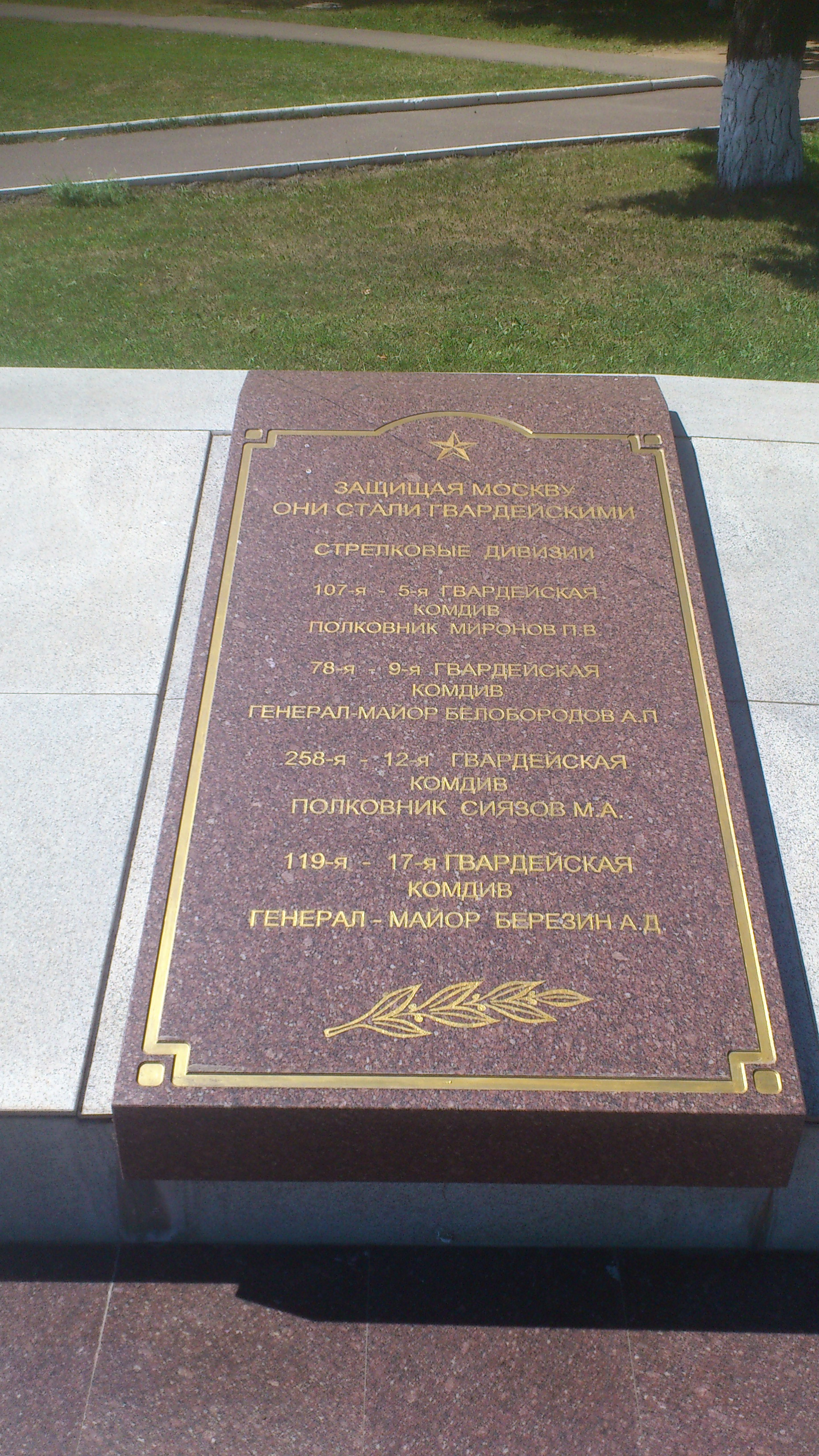
«Защищая Москву, они стали гвардейскими» — на плите мемориального комплекса «Воинам-сибирякам».

## Отличившиеся воины дивизии
- Батраков, Матвей Степанович, подполковник, командир 765-го стрелкового полка с 09.1939 по 09.1941
- Некрасов, Иван Михайлович, полковник, командир 586-го стрелкового полка.